# Geometridae
Los geométridos (Geometridae) son una familia de lepidópteros glosados del clado Ditrysia cuyas orugas se caracterizan por ser geomensoras, lo que significa que se mueven en forma similar a cuando se mide a palmos, con la mano abierta y luego se junta el meñique con el pulgar. Son de tamaño mediano a pequeño, de alas generalmente triangulares; las larvas se encuentran asociadas al tipo de vegetación del cual se alimentan. Se trata de una familia muy grande, tiene alrededor de 23 000 especies de polillas descritas, y más de 1400 especies de seis subfamilias autóctonas solamente en América del Norte, constituyendo la segunda familia más grande del orden Lepidoptera. Un miembro muy conocido es la polilla salpicada, Biston betularia, que ha sido objeto de numerosos estudios en genética de poblaciones. Varias otras polillas de geométridae son plagas notorias.

## Adultos
La mayoría son de tamaño moderado, con envergadura de alrededor de 3 cm, pero hay variaciones de tamaño. Muchos geométridos tienen el abdomen delgado y alas anchas. En general, cuando están en reposo, las mantienen planas y desplegadas sobre el sustrato, con las alas posteriores expuestas. Esto las diferencia de los nóctuidos, que suelen mantener las alas plegadas encima del abdomen. Todo esto les da una apariencia similar a las mariposas diurnas, si bien son típicas mariposas nocturnas. La mayoría vuela de noche, pero algunas lo hacen de día. Las alas tienen un frénulo que mantiene unidas las alas anteriores con las posteriores. Las antenas de los machos suelen ser plumosas. Las alas y cuerpo acostumbran a presentar un diseño intrincado de líneas ondulantes con el cual mimetizan el sustrato. En algunas especies la hembra carece de alas o las tiene atrofiadas y no funcionales; tienen órganos timpánicos característicos en la base del abdomen, ausentes en las hembras no voladoras.

## Orugas

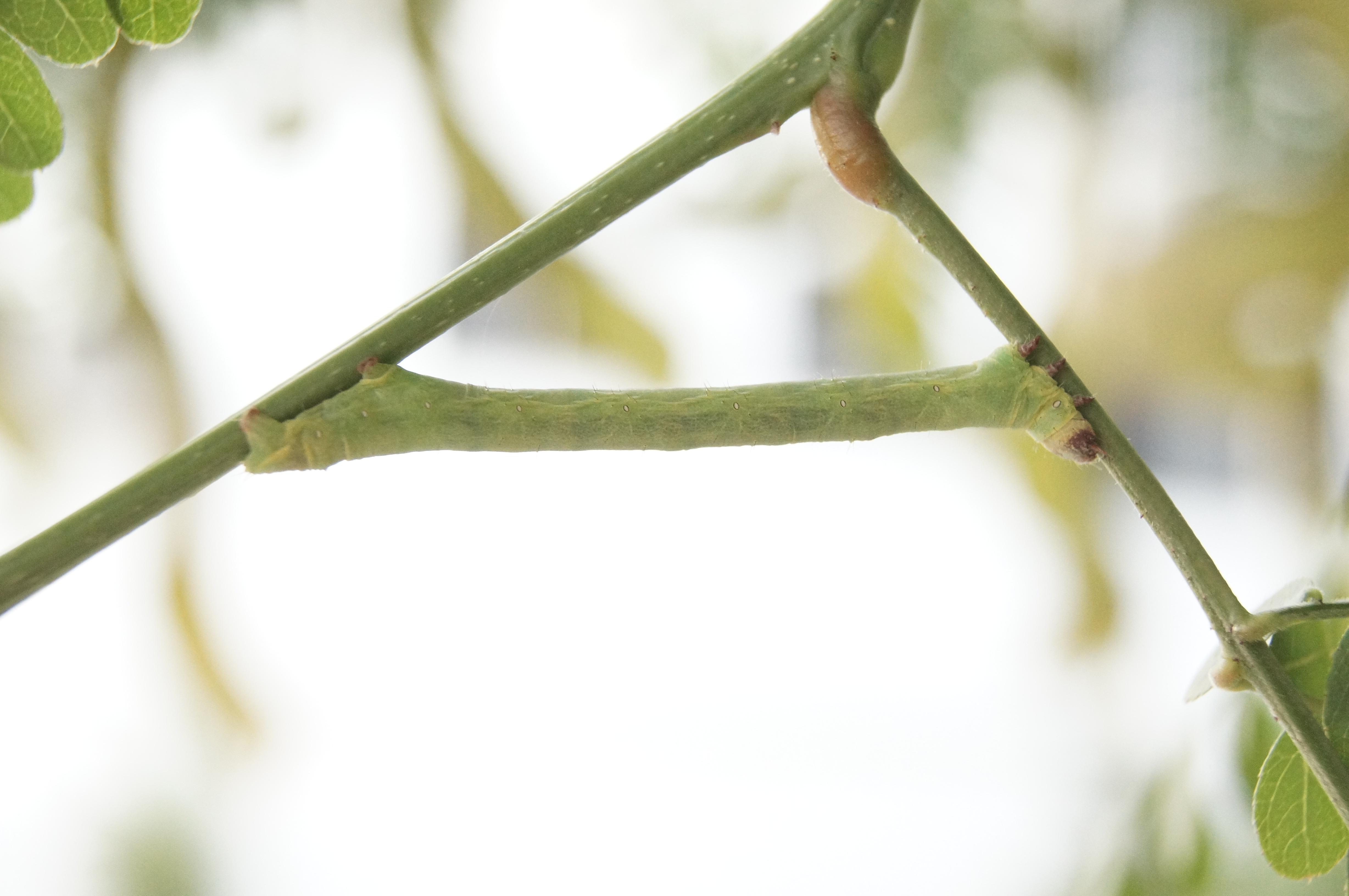
Oruga geómetra imitando un tallito como camuflaje.

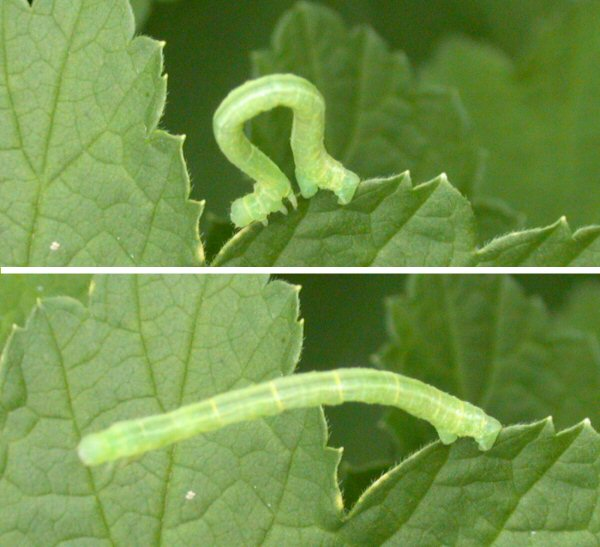
Desplazamiento de una oruga geometridae.

El nombre "Geometridae" deriva en última instancia del latín geometra y éste del griego γεωμέτρης ("geómetra", "medidor de la tierra"). Se refiere al medio de locomoción de las larvae u orugas, que carecen de la dotación completa de prolegas que se observa en otras orugas, con sólo dos o tres pares en el extremo posterior en lugar de los cinco pares habituales. Equipada con apéndices en ambos extremos del cuerpo, la oruga se agarra con las patas delanteras y levanta las traseras, luego se agarra con las traseras (prolegas) y alarga la mano para coger un nuevo apéndice delantero, dando la impresión de que mide su recorrido. Por ello, las orugas se denominan "medidoras", por su característico movimiento en arco. El gusano de la col (Plutella xylostella) y el gusano de la soja (Anticarsia gemmatalis) no son gusanos, sino orugas de una familia diferente. En muchas especies de polillas geométricas, los gusanos miden 25 mm (1 plg) de largo. Suelen ser verdes, grises o parduscas y se esconden de los depredadores adoptando una postura que asemeja la de un tallito que brota de una rama o mimetizando el sustrato. Cuando se les molesta, muchos gusanos se mantienen erguidos e inmóviles sobre sus patas delanteras, lo que aumenta aún más su parecido. Algunos tienen jorobas o filamentos, o se cubren con material vegetal. Son gregarios y generalmente lisos. Generalmente se alimentan de hojas, aunque algunas e alimentan de líquenes, flores o polen, mientras que otros, como las especies hawaianas del género Eupithecia, son carnívoras. Algunas especies de gusanos pulgones destructivos se denominan "gusanos afiladores", algunas especies en Hawái, miembros del género Eupithecia, que son carnívoros.

## Taxonomía
La colocación de las especies ejemplo sigue un tratamiento sistemático de 1990; puede estar desfasado. Las subfamilias se ordenan provisionalmente en una secuencia filogenética, desde la más basal a la más avanzada. Tradicionalmente, las Archiearinae se consideraban el linaje más antiguo de las polillas geómetras, ya que sus orugas tienen patas bien desarrolladas. Sin embargo, ahora parece que las Larentiinae son en realidad más antiguas, como indican sus numerosos plesiomorfios y los datos de secuencia de ADN. O bien son un linaje extremadamente basal de los Geometridae — junto con los Sterrhinae — o incluso podrían considerarse una familia separada de los Geometroidea. En cuanto a los Archiearinae, algunas especies que tradicionalmente se colocaban en ella parecen pertenecer en realidad a otras subfamilias; en conjunto, parece que en unos pocos casos, las prolegas que originalmente se perdieron en las polillas geómetras ancestrales reevolucionaron como un atavismo. 
Se calculan alrededor de 26 000 especies agrupadas en nueve subfamilias. Sin embargo, la sistemática de esta familia no está muy clara y sigue estudiándose. Es posible que algunas de las subfamilias sean consideradas familias independientes en el futuro.

### Subfamilias y géneros
- Alsophilinae
- Archiearinae
- Desmobathrinae
- Ennominae
- Geometrinae
  - Cusuma Moore, 1879[8]
- Larentiinae
- Oenochrominae
- Orthostixinae
- Sterrhinae

## Filogenia
La filogenia de Geometridae según Abraham et al. (2001) se basa exclusivamente en datos moleculares:
|  | Geometrinae |
|  |             |
|  | Ennominae   |
|  |             |

|  | Ennominae    |
|  |              |
|  | Alsophilinae |
|  |              |

|  | Geometrinae |
|  |             |
|  | Ennominae   |
|  |             |

|  | Ennominae    |
|  |              |
|  | Alsophilinae |
|  |              |

|  | Geometrinae |
|  |             |
|  | Ennominae   |
|  |             |

|  | Ennominae    |
|  |              |
|  | Alsophilinae |
|  |              |

|  | Geometrinae |
|  |             |
|  | Ennominae   |
|  |             |

|  | Ennominae    |
|  |              |
|  | Alsophilinae |
|  |              |

|  | Geometrinae |
|  |             |
|  | Ennominae   |
|  |             |

|  | Ennominae    |
|  |              |
|  | Alsophilinae |
|  |              |

|  | Geometrinae |
|  |             |
|  | Ennominae   |
|  |             |

|  | Ennominae    |
|  |              |
|  | Alsophilinae |
|  |              |

|  | Geometrinae |
|  |             |
|  | Ennominae   |
|  |             |

|  | Ennominae    |
|  |              |
|  | Alsophilinae |
|  |              |

|  | Geometrinae |
|  |             |
|  | Ennominae   |
|  |             |

|  | Ennominae    |
|  |              |
|  | Alsophilinae |
|  |              |

|  | Geometrinae |
|  |             |
|  | Ennominae   |
|  |             |

|  | Ennominae    |
|  |              |
|  | Alsophilinae |
|  |              |

|  | Geometrinae |
|  |             |
|  | Ennominae   |
|  |             |

|  | Ennominae    |
|  |              |
|  | Alsophilinae |
|  |              |

|  | Geometrinae |
|  |             |
|  | Ennominae   |
|  |             |

|  | Ennominae    |
|  |              |
|  | Alsophilinae |
|  |              |

|  | Geometrinae |
|  |             |
|  | Ennominae   |
|  |             |

|  | Ennominae    |
|  |              |
|  | Alsophilinae |
|  |              |

|  | Geometrinae |
|  |             |
|  | Ennominae   |
|  |             |

|  | Ennominae    |
|  |              |
|  | Alsophilinae |
|  |              |

|  | Geometrinae |
|  |             |
|  | Ennominae   |
|  |             |

|  | Ennominae    |
|  |              |
|  | Alsophilinae |
|  |              |

|  | Geometrinae |
|  |             |
|  | Ennominae   |
|  |             |

|  | Ennominae    |
|  |              |
|  | Alsophilinae |
|  |              |

|  | Geometrinae |
|  |             |
|  | Ennominae   |
|  |             |

|  | Ennominae    |
|  |              |
|  | Alsophilinae |
|  |              |

## Galería de imágenes

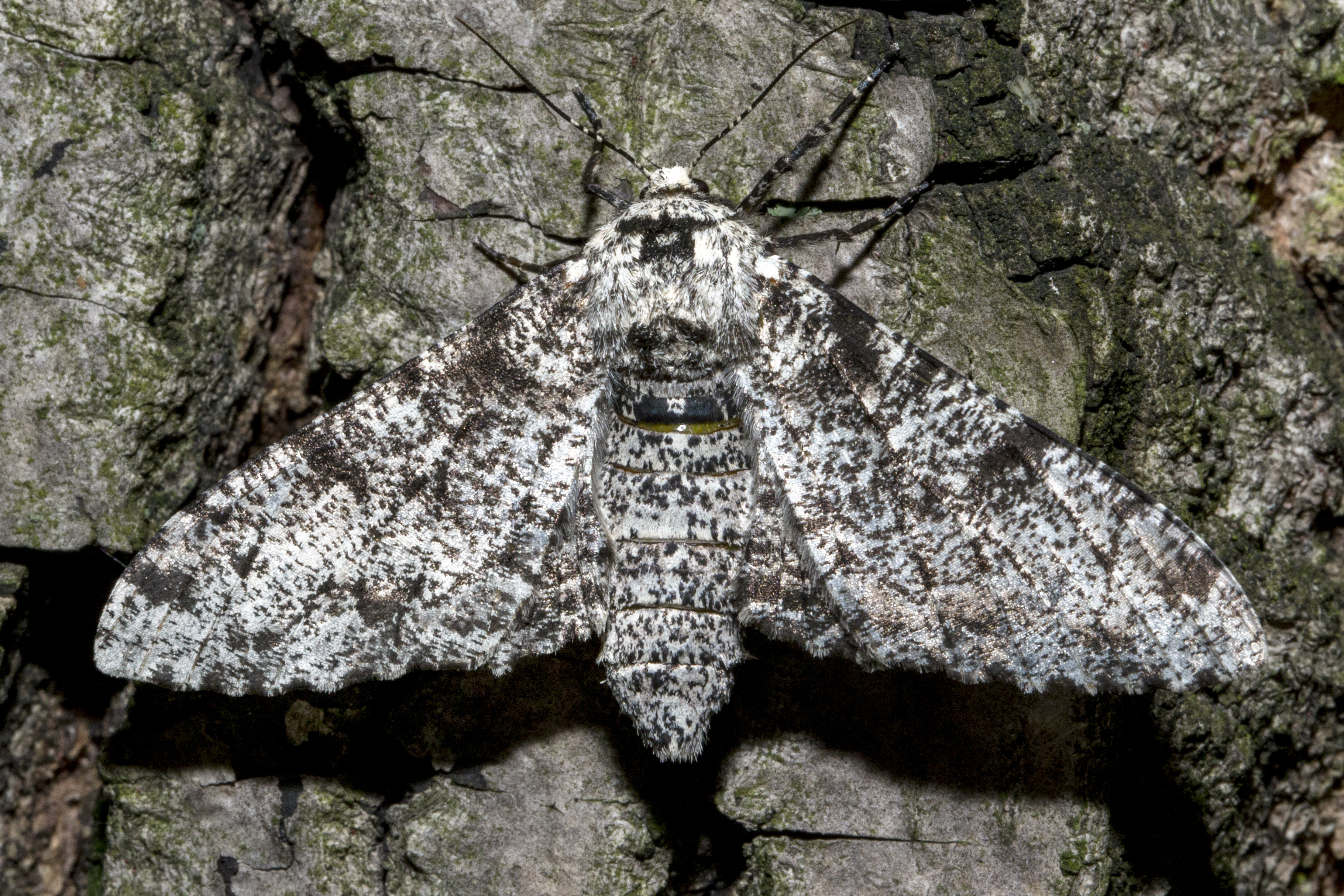
Biston betularia,la mariposa de los abedules
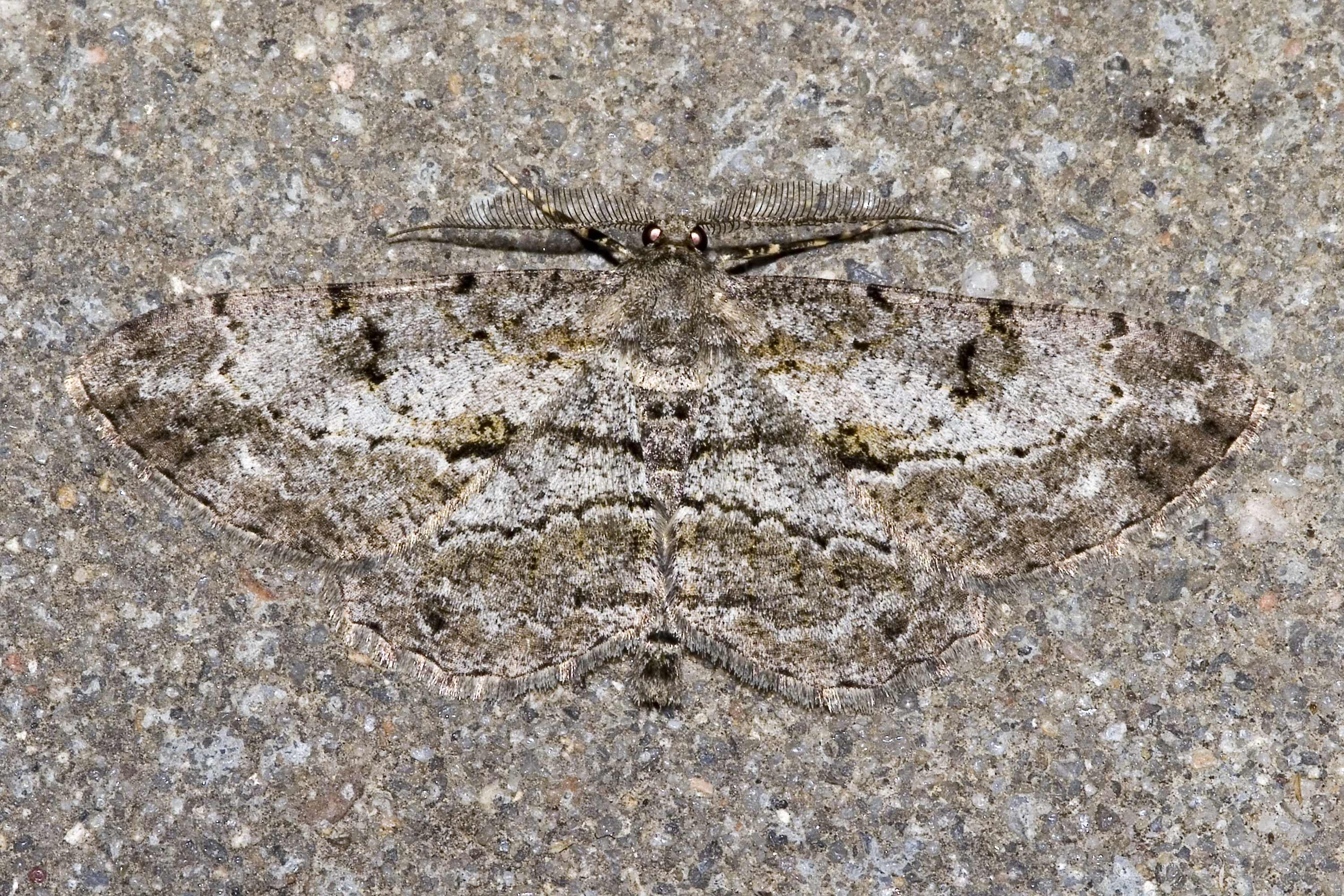
Peribatodes rhomboidaria en reposo, con coloración críptica
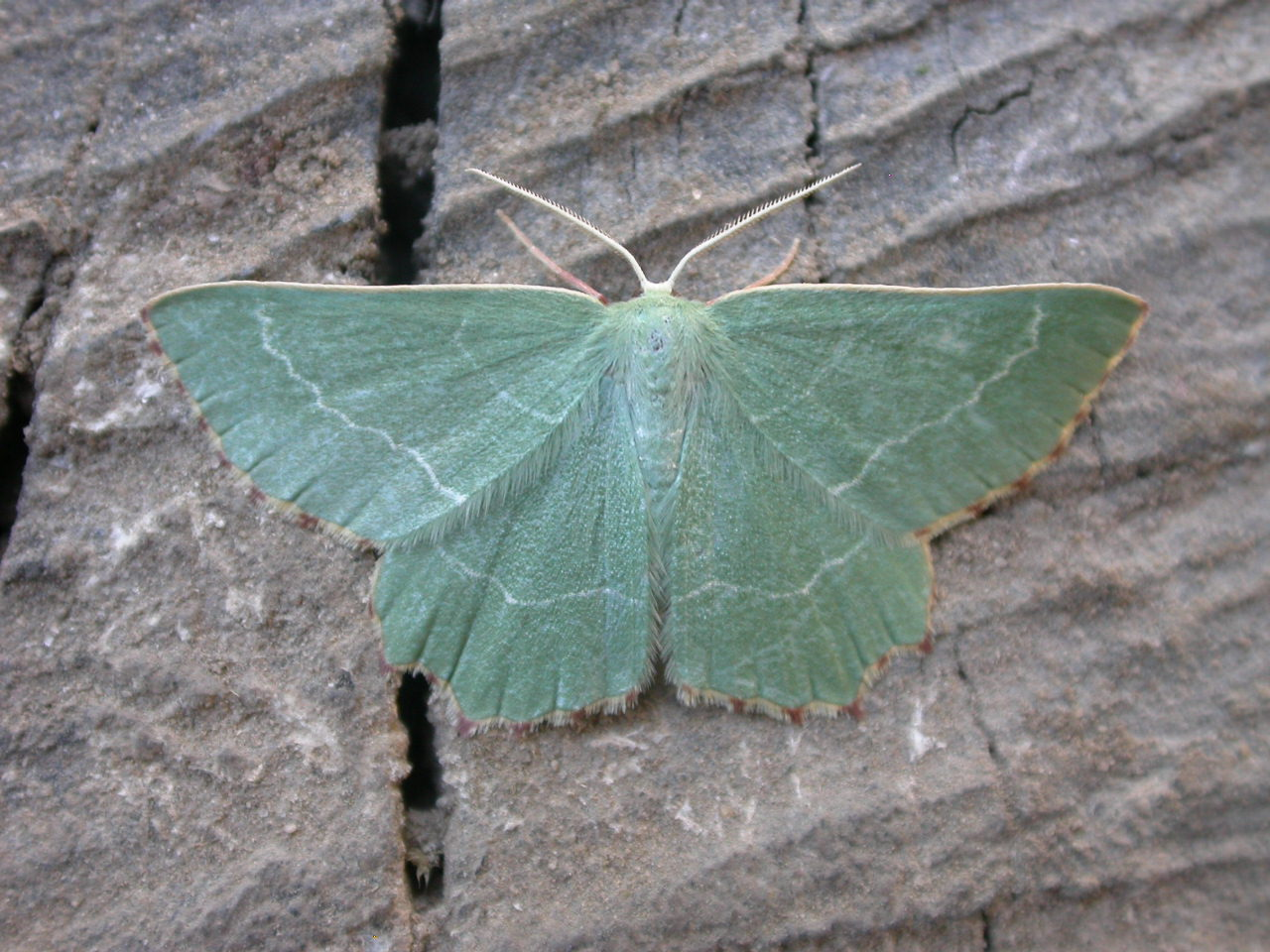
Geometra papilionaria
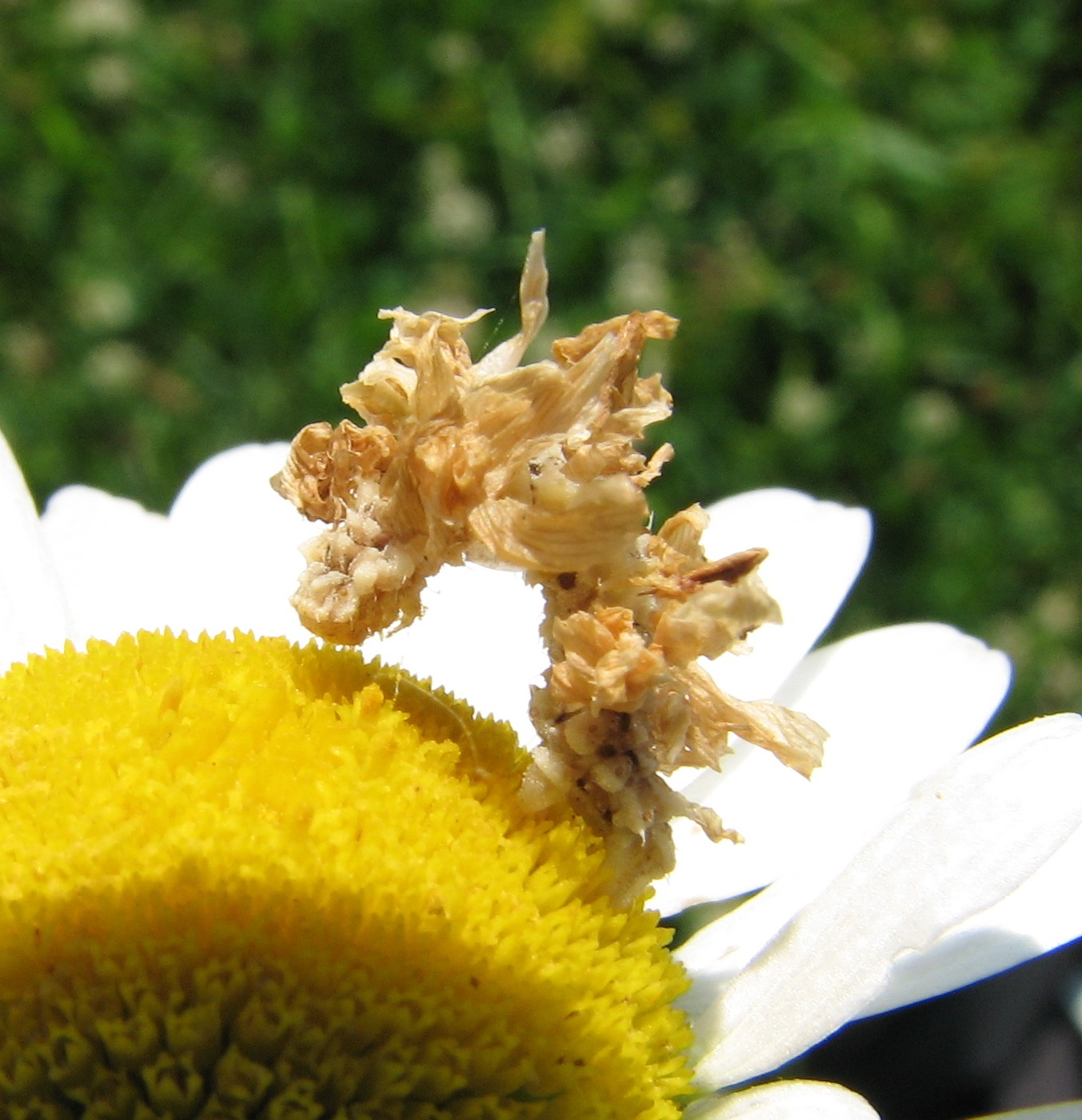
Oruga de Synchlora aerata camuflada con trocitos de pétalos
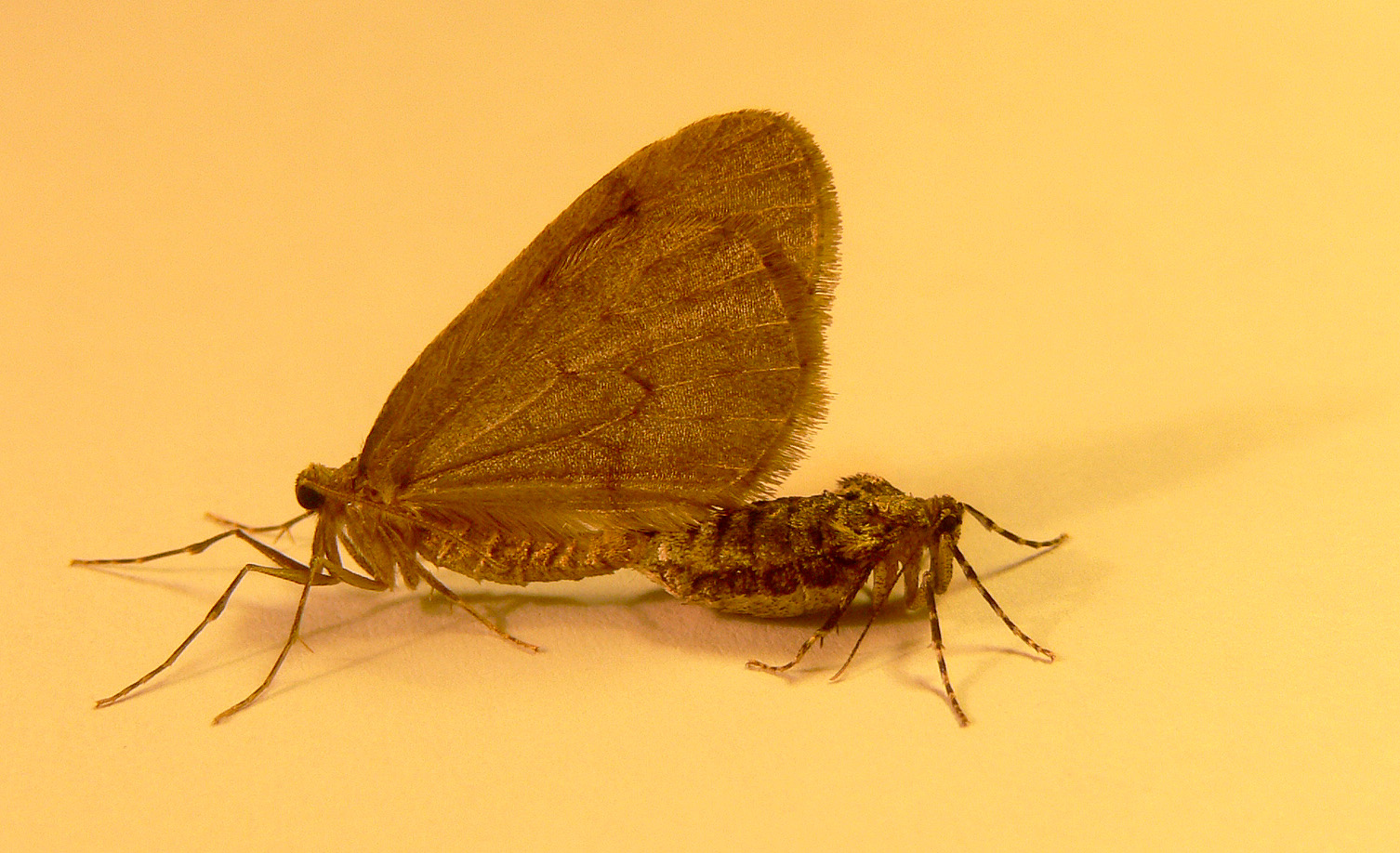
Macho y hembra áptera de Operophtera brumata en cópula
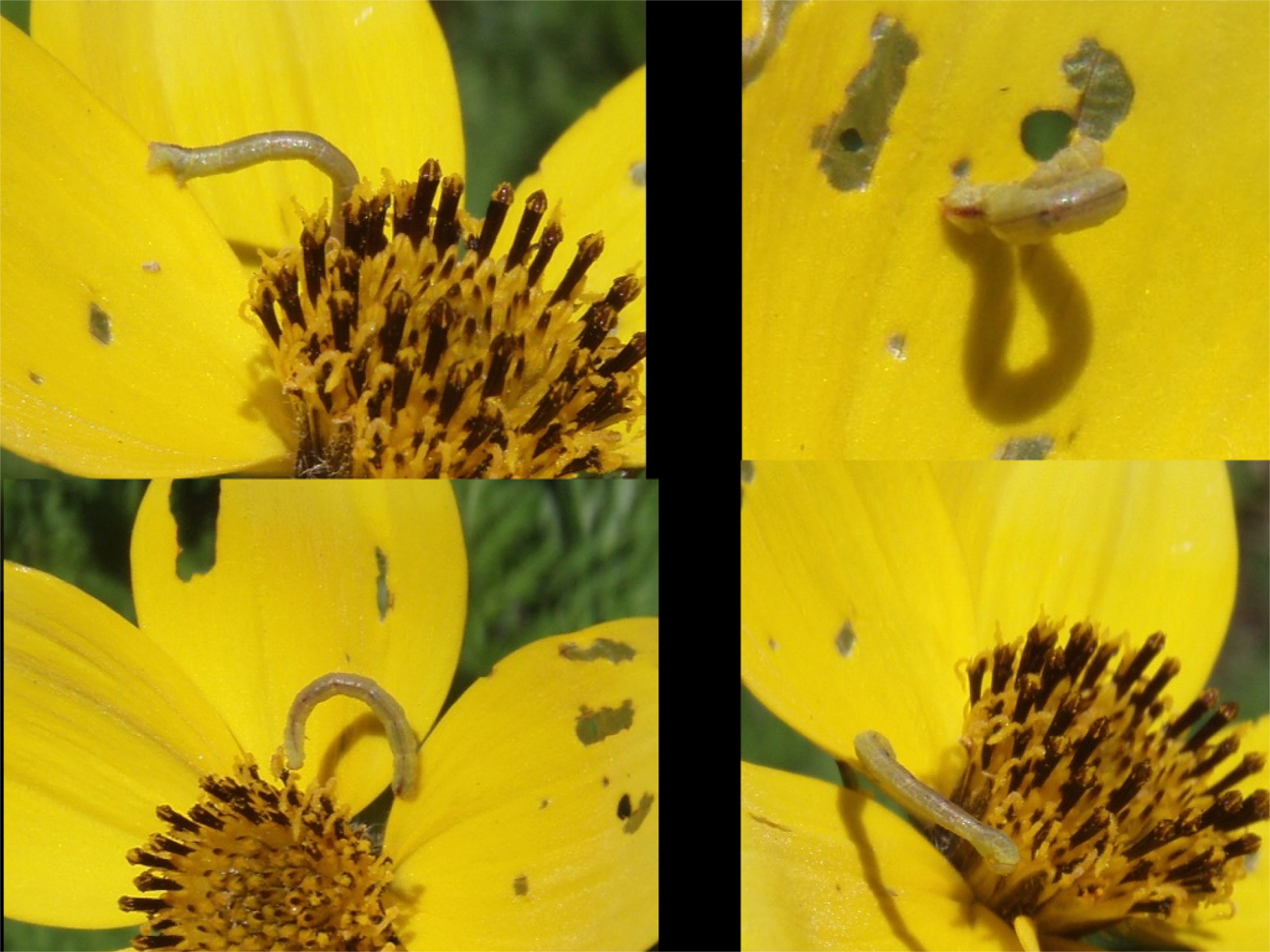
Movimiento de una oruga geométrida
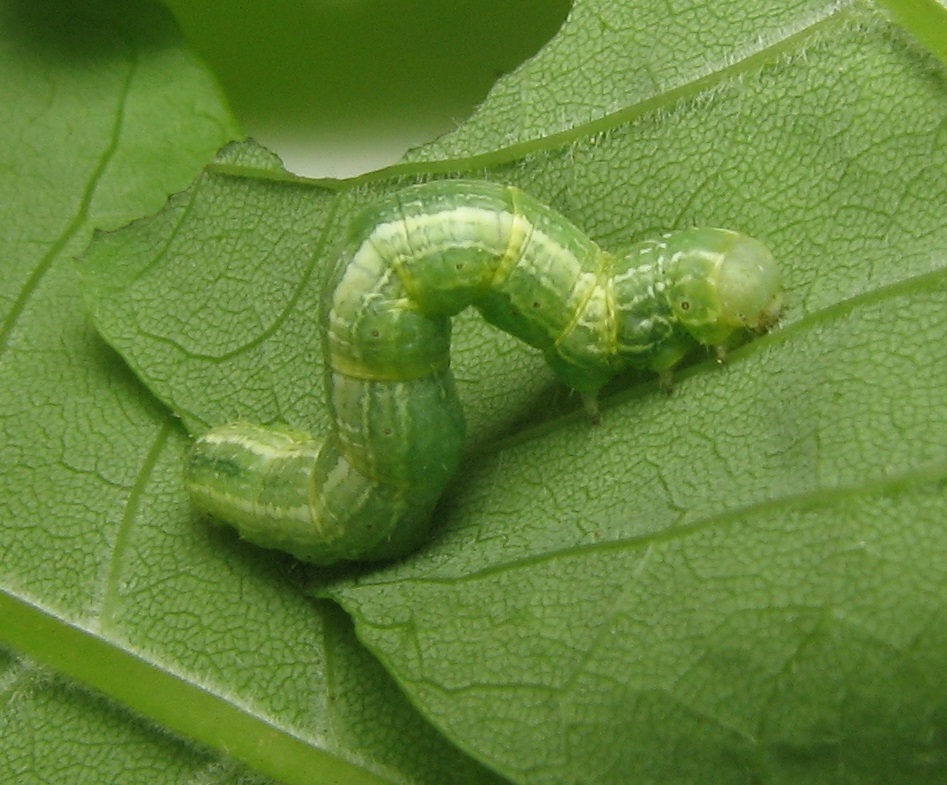
Oruga de Alsophila pometaria
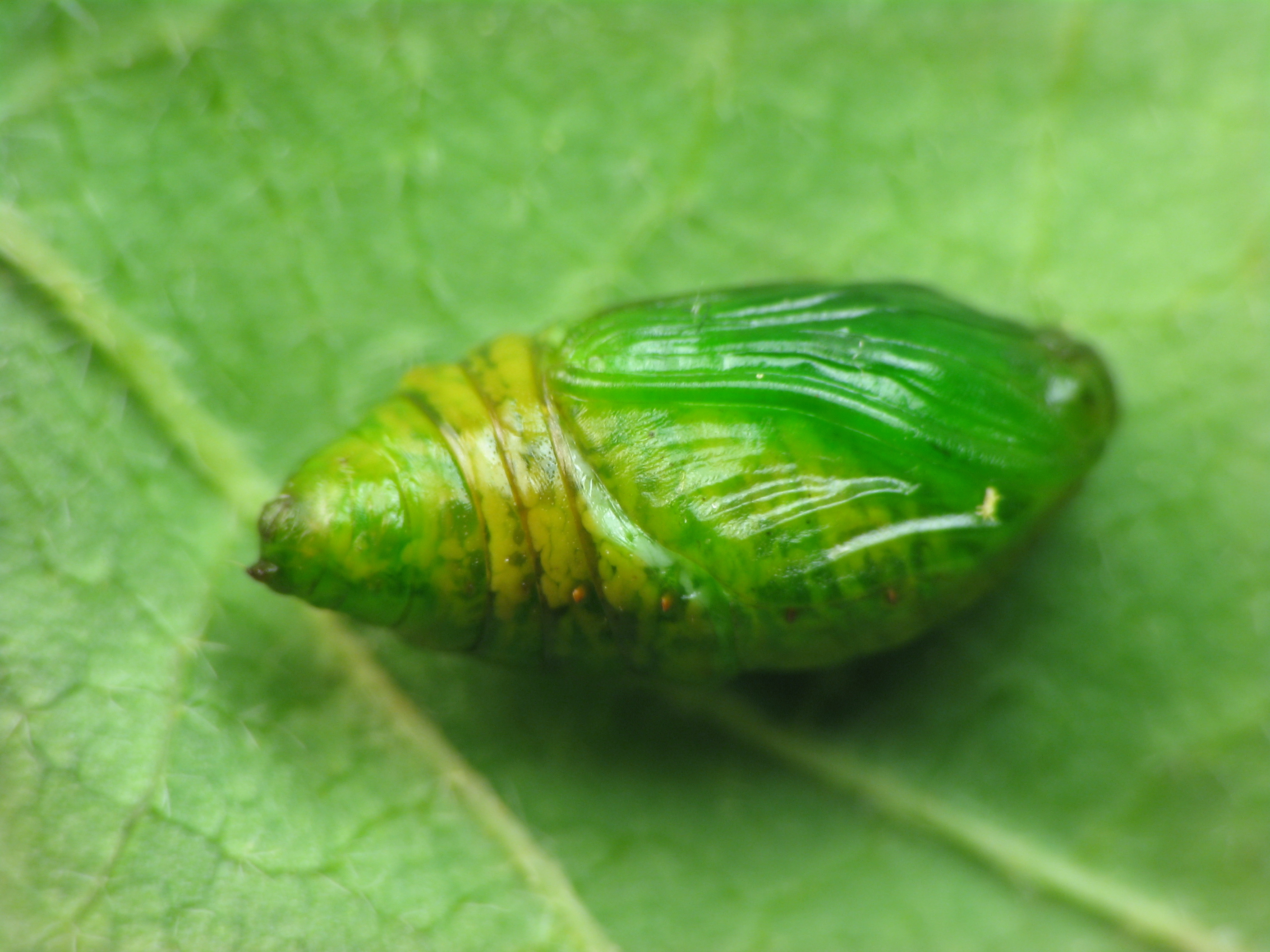
Pupa de Alsophila pometaria
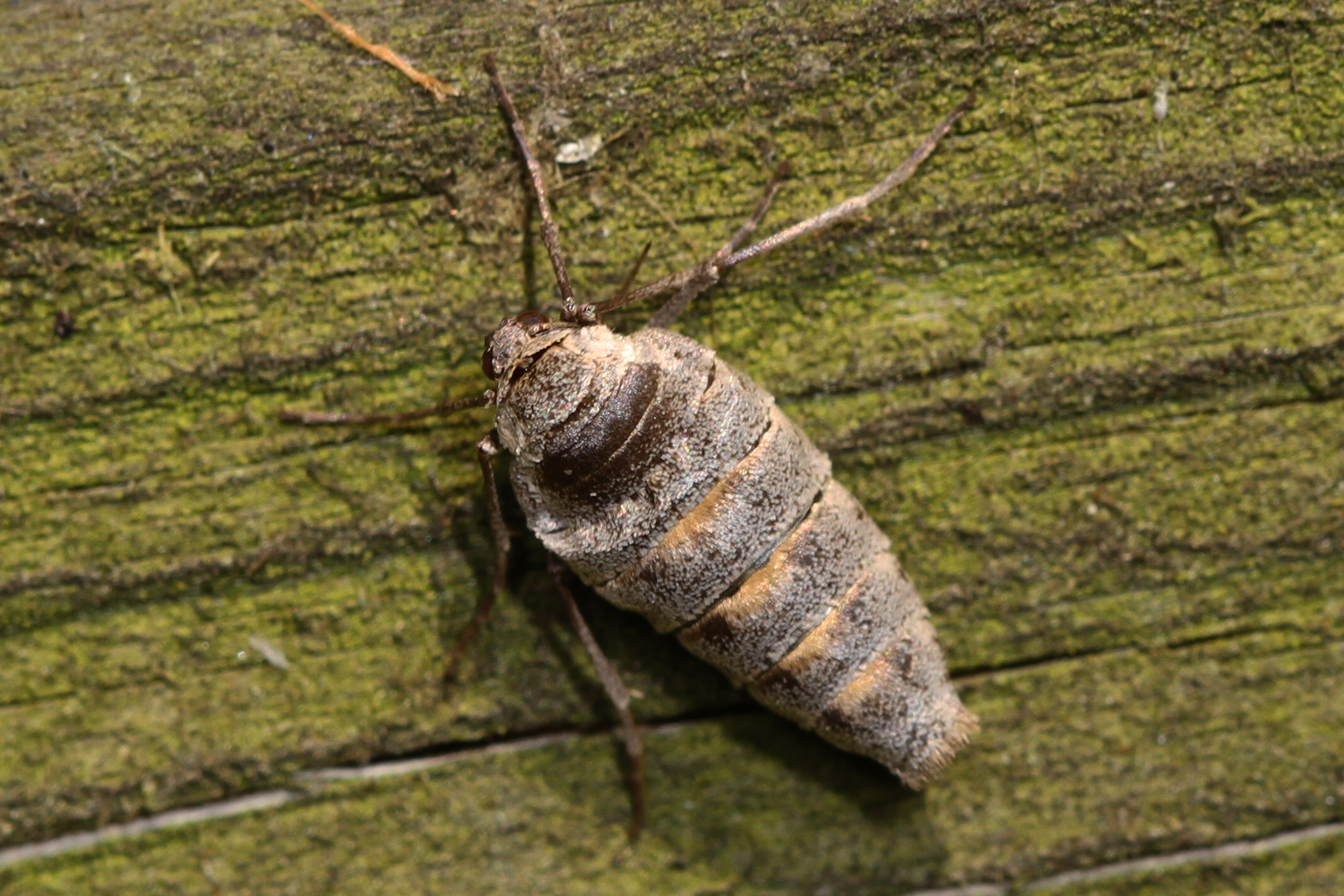
Alsophila pometaria hembra adulta sin alas
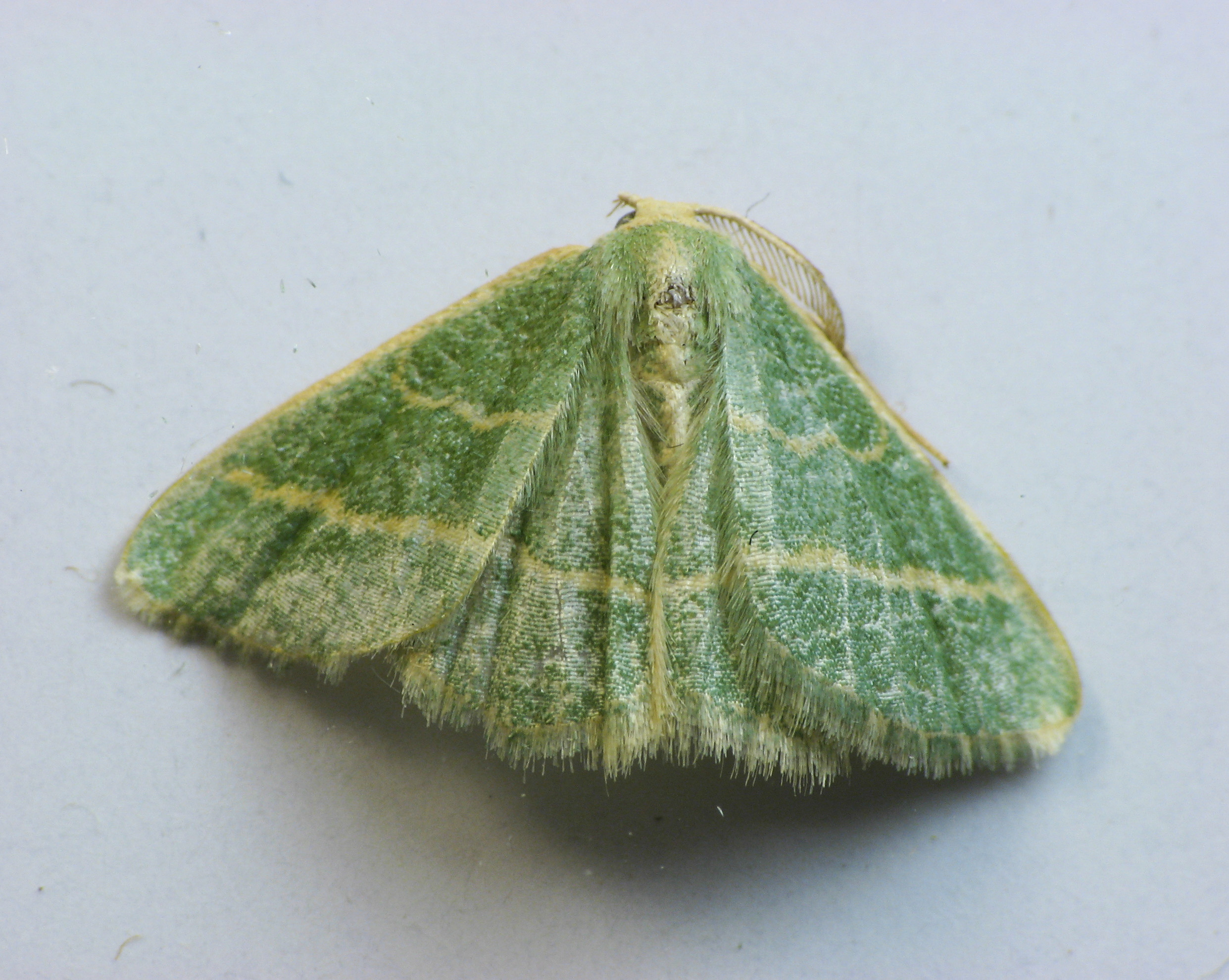
Chlorochlamys chloroleucaria
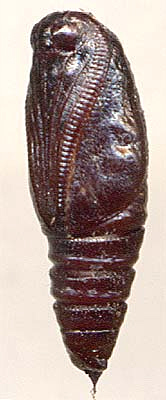
Pupa de Calospilos sylvata
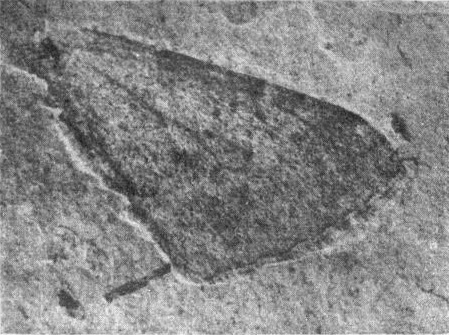
Fósil de ¿Hydriomena? protrita, holotipo del ala anterior
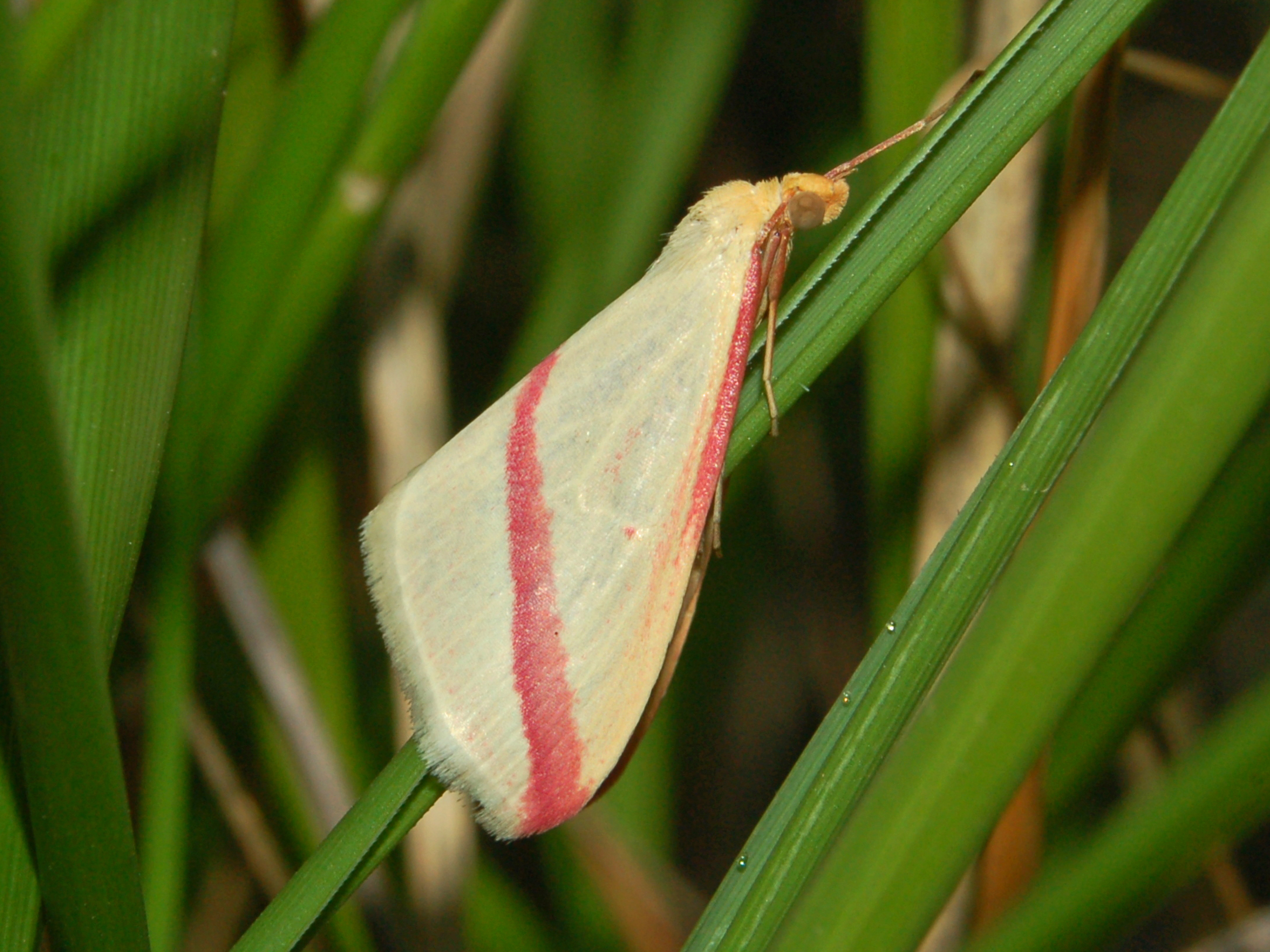
Rhodometra sacraria

### Miembros notables de la familia Geometridae
La polilla de la col (Mamestra brassicae), aunque técnicamente pertenece a la familia Noctuidae, esta especie es mencionada debido a su parecido con algunas polillas Geometridae y su importancia agrícola. Esta polilla es una plaga común de los cultivos de plantas crucíferas, como la col, el brócoli y la col rizada. Sus larvas son comedores voraces que pueden causar daños significativos en los cultivos.
La polilla verde (Pasiphila rectangulata), es una especie conocida por su coloración verde brillante, que le ayuda a camuflarse en las hojas de sus plantas huésped. Las polillas del género Pasiphila son pequeñas y típicamente descansan con sus alas en forma de tienda sobre su cuerpo. Se encuentra comúnmente en hábitats boscosos y de brezales, donde se alimenta de diversas plantas herbáceas.

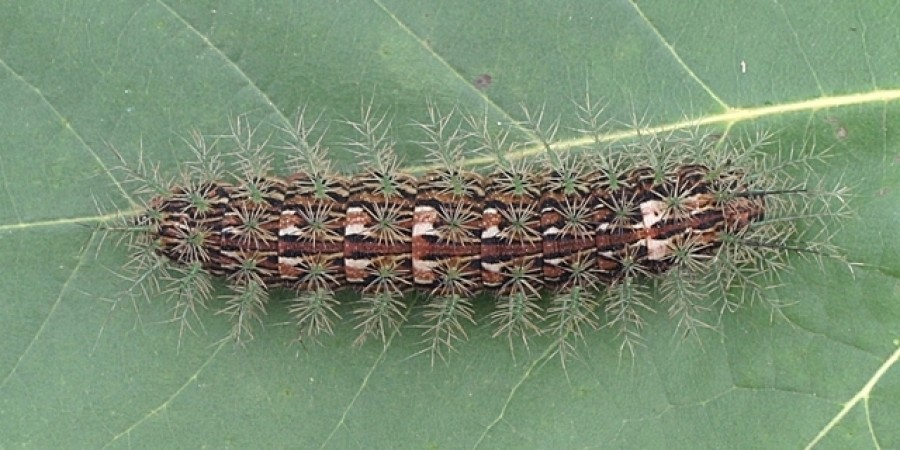
Oruga de Lonomia obliqua, en Brasil.

La polilla lonomia (Lonomia obliqua), es uno de los miembros más famosos (y peligrosos) de la familia Geometridae, la polilla Lonomia es nativa de América del Sur. Sus orugas son conocidas por su veneno, que puede causar reacciones graves en los seres humanos, incluyendo enfermedades hemolíticas (destrucción de glóbulos rojos) e incluso la muerte en casos raros. La polilla adulta en sí es relativamente discreta, con una coloración críptica de tonos marrones y beige, pero las orugas son reconocidas por su apariencia espinosa.

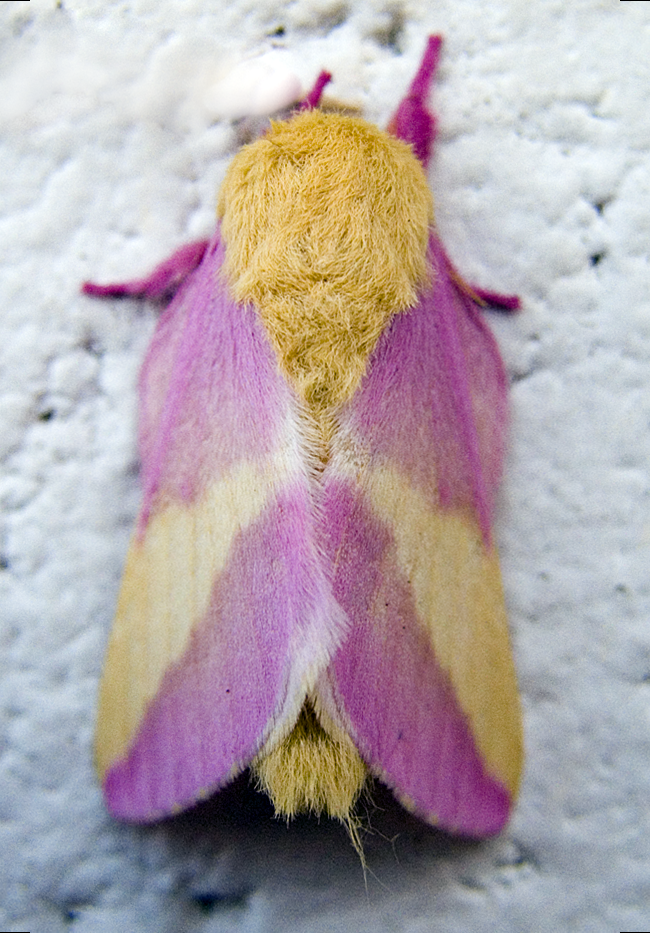
Polilla rosada del arce Dryocampa rubicunda.

La polilla rosada del arce (Dryocampa rubicunda) es una especie llamativa y popular dentro de la familia Geometridae, especialmente debido a su coloración vívida. La polilla adulta tiene una combinación de colores rosa, amarillo y blanco, con alas grandes y anchas. La polilla rosada del arce se encuentra comúnmente en América del Norte, especialmente en áreas con árboles de arce, ya que sus orugas se alimentan de las hojas de estos árboles.
La polilla común esmeralda (Hemithea aestivaria)  es conocida por sus hermosas alas verdes con patrones sutiles y contrastantes más oscuros, la polilla común esmeralda es un representante de la subfamilia Hemitheinae dentro de Geometridae. Sus alas imitan el color de las hojas, proporcionando un excelente camuflaje durante el día. Las orugas se alimentan de una variedad de plantas, incluyendo las hojas de árboles caducifolios y arbustos.
La polilla otoñal (Epirrita autumnata) es una especie común en los bosques del norte de Europa y América del Norte. Sus alas son generalmente de color marrón o rojizo, con patrones intrincados que recuerdan la textura de la corteza o de hojas secas. Las orugas de la polilla otoñal se alimentan de las hojas de los abedules y otros árboles, y esta especie a veces se considera una plaga forestal, particularmente durante grandes brotes.